# Frei José Apicella
Frei José Apicella (nome de batismo: Domenico José Apicella; — Landri Sales, 24 de setembro de 2010) foi um frade franciscano ítalo-brasileiro que exerceu relevante atuação religiosa, educacional e comunitária no interior do estado do Piauí, notadamente no município de Landri Sales.

## Biografia
Natural da Itália, Frei José ingressou na Ordem dos Frades Menores e foi enviado em missão ao Brasil, onde estabeleceu-se no município de Landri Sales, região sudoeste do estado do Piauí.

## Atuação pastoral e legado
É creditado como idealizador e construtor de duas igrejas no município: a da Santa Cruz e a do Sagrado Coração, além de um convento que serviu de morada para os frades franciscanos locais.
Também fundou o Eremitério da Trindade, um espaço religioso construído na serra de Landri Sales, onde viveu seus últimos dias e foi sepultado. Foi a única construção da qual afirmava não se arrepender.
Foi descrito como "um homem apaixonado por Deus e pelos pobres", em homenagem publicada por seus confrades italianos por ocasião dos dez anos de sua morte.

## Homenagens
Como forma de reconhecimento público, foi criada em 2014 a escola técnica estadual Centro de Educação Profissional Rural Frei José Apicella, localizada no município de Guadalupe, região vizinha a Landri Sales.
A nomeação da escola foi uma homenagem explícita ao religioso, reconhecendo seu papel histórico na formação social, religiosa e moral das comunidades locais.

## Citações
> “Frei Domenico José Apicella construiu em Landri Sales duas igrejas, a da Santa Cruz e a do Sagrado Coração com um convento para os freis dentro dessa igreja.”
> “O Eremitério da Trindade … o missionário franciscano italiano Frei José OFM … foi a única construção da qual não se arrependeu.”
> “Un uomo innamorato di Dio e dei poveri.”